# Serieåret 2016

## Händelser
- 21-24 juli - San Diego Comic-Con International.[1]
- Augusti - Nedläggning av nederländska serietidningen Taptoe[2]

## Avlidna
- 5 maj – Maurice "Siné" Sinet, 87, fransk serietecknare och illustratör.[3]
- 24 maj – Mell Lazarus, 89, amerikansk serietecknare.[4]
- 4 december – Marcel Gotlib, 82, fransk serieskapare.[5]

### Fotnoter
1. ↑  ”Programming Schedule” (på engelska). San Diego Comic-Con International. http://www.comic-con.org/cci/programming-schedule. Läst 2 januari 2016.
2. ↑  ”Okki, Jippo en Taptoe” (på nederländska). lambiek. 14 mars 2016. https://www.lambiek.net/aanvang/okki_jippo_taptoe.htm. Läst 29 juli 2018.
3. ↑  ”Former Charlie Hebdo cartoonist 'Siné' dead at 87 - France 24” (på amerikansk engelska). France 24. 5 maj 2016. http://www.france24.com/en/20160505-charlie-hebdo-cartoonist-sine-dead-87. Läst 6 maj 2016.
4. ↑  "Mell Lazarus 1927-2016". National Cartoonists Society. Läst 25 maj 2016.
5. ↑  Gotlib, l’auteur de bande dessinée, est mort (franska)